# Todessehnsucht
Todessehnsucht è il secondo album in studio del gruppo musicale tedesco Atrocity, pubblicato nel 1992 dalla Roadrunner Records.

## Tracce
1. Todessehnsucht – 3:50
2. Godless Years – 5:40
3. Unspoken Names – 5:27
4. Defiance – 4:58
5. Triumph at Dawn – 4:01
6. Introduction – 1:35
7. Sky Turned Red – 6:24
8. Necropolis – 4:11
9. A Prison Called Earth – 6:06
10. Todessehnsucht (Reprise) – 2:05
11. Archangel (cover dei Death) – 3:28

## Formazione

### Gruppo
- Alexander Krull – voce
- Mathias Röderer – chitarra
- Richard Scharf – chitarra
- Oliver Klasen – basso
- Michael Schwarz – batteria